# Eleccions legislatives islandeses de 2009
Les eleccions legislatives islandeses de 2009 es van celebrar el 25 d'abril de 2009, després de la forta pressió popular com a resultat de la greu crisi financera del país.

## Context
El 23 de gener de 2009 el Primer Ministre Geir Haarde, del Partit de la Independència, va anunciar la seva renúncia com a Primer Ministre i que no es presentaria als següents comicis. Va fixar un avenç de les eleccions per al 9 de maig de 2009. No obstant això, les protestes van continuar, exigint la renúncia del govern i eleccions immediates. Finalment, el 26 de gener va renunciar amb tot el seu gabinet, comunicant també la dissolució de la coalició que representava en el govern. formada per l'Aliança Socialdemòcrata i el Partit de la Independència.
El president d'Islàndia, Ólafur Ragnar Grímsson, va sol·licitar llavors a l'Aliança Socialdemòcrata formar un nou govern, el qual finalment es va concretar el 28 de gener quan l'Aliança Socialdemòcrata va proposar al costat del Moviment d'Esquerra-Verd a Jóhanna Sigurðardóttir per a assumir el càrrec de primer ministre, cosa que finalment es va concretar l'1 de febrer. Finalment, els socialdemòcrates i els verds governaran en coalició.

## Resultats electorals
| Partits                                                                         | Partits                                                      | Líder                        | Vots    | %     | +/−   | Escons  | +/− |
| ------------------------------------------------------------------------------- | ------------------------------------------------------------ | ---------------------------- | ------- | ----- | ----- | ------- | --- |
|                                                                                 | Aliança Socialdemòcrata (Samfylkingin)                       | Jóhanna Sigurðardóttir       | 55,758  | 29.8  | +3.0  | 20 / 63 | 2   |
|                                                                                 | Partit de la Independència (Sjálfstæðisflokkurinn)           | Bjarni Benediktsson, Jr.     | 44,369  | 23.7  | −12.9 | 16 / 63 | 9   |
|                                                                                 | Moviment d'Esquerra-Verd (Vinstrihreyfingin – grænt framboð) | Steingrímur J. Sigfússon     | 40,580  | 21.7  | +7.4  | 14 / 63 | 5   |
|                                                                                 | Partit Progressista (Framsóknarflokkurinn)                   | Sigmundur Davíð Gunnlaugsson | 27,699  | 14.8  | +3.1  | 9 / 63  | 2   |
|                                                                                 | Moviment dels Ciutadans (Borgarahreyfingin)                  | sense líder                  | 13,519  | 7.2   | +7.2  | 4 / 63  | Nou |
|                                                                                 | Partit Liberal (Frjálslyndi flokkurinn)                      | Guðjón Arnar Kristjánsson    | 4,148   | 2.2   | −5.1  | 0 / 63  | 4   |
|                                                                                 | Moviment Democràtic (Lýðræðishreyfingin)                     | Ástþór Magnússon             | 1,107   | 0.6   | +0.6  | 0 / 63  | Nou |
| Total                                                                           | Total                                                        |                              | 187,180 | 100.0 |       | 63      | —   |
| Blancs: 6,226 (3,2%); Nuls: 528 (0,3%); Participació: 85,1%. Font: Morgunblaðið |                                                              |                              |         |       |       |         |     |